# Fenyvesi Judit (szociális testvér)
Fenyvesi Mária Judit (Nagyszalonta, 1923. június 8. – Buffalo, 2005. szeptember 26.) szerzetesnő, főiskolai tanár, a Szociális Testvérek Társaságának tagja, 1985–1991 között legfőbb elöljárója.

## Gyermek- és ifjúkora
Fenyvesi Mária Judit 1923-ban az akkorra már román fennhatóság alá került Nagyszalontán született, vallásukat nem gyakorló zsidó szülők második gyermekeként. Édesapja Fenyvesi Ferenc gyógyszerész, édesanyja Waldmann Erzsébet francia- és zenetanár volt, nővére Marianna, húga Márta. Az anya és a három leány 1938-ban keresztény hitre tért át. Az édesapa 1942-ben szívbetegségben elhunyt.
Középfokú tanulmányait Nagyváradon kezdte a Notre Dame de Sion Nővérek bennlakásos leánylíceumában, majd Észak-Erdély visszacsatolását követően a nagyváradi magyar királyi állami Szilágyi Erzsébet Leánygimnáziumban fejezte be 1941-ben. A jeles érettségit követően orvosi egyetemen szeretett volna továbbtanulni, de oda származása miatt nem vették fel. Ezért a Sion nővérek tanácsára jelentkezett a Szociális Testvérek Társasága által vezetett, főiskolai szintű képzést nyújtó kolozsvári Katolikus Női Társadalomtudományi Szakiskolába, ahol szociális szakelőadói végzettséget szerzett.
1944-ben, a náci zsidóüldözések idején Ikrich Auguszta szociális testvér rejtette el a Társaság noviciátusában. Amikor nagyanyját, anyját és testvéreit a nyilasok Szalontáról elhurcolták, a Társasság mindent megtett a megmentésükért, de nem jártak eredménnyel: ők a holokauszt áldozatai lettek, csak Judit menekült meg.

## Tevékenysége Romániában
A háború után kérelmezte hivatalos felvételét a Szociális Testvérek Társaságába. 1947-ben – Magyarországra átszökve – Budapesten, a Társaság anyaházában tette le fogadalmát, majd újra illegális úton visszatért Romániába, ahol először Kolozsváron, majd a bukaresti Szent József-székesegyház plébániáján egyházközségi nővérként végzett hitoktatási és ifjúsági vezetői feladatokat. Itt bekapcsolódott a katolikus ellenállási mozgalomba, mely a kommunista hatalomátvétel idején Romániában egy ideig még működött. Mivel bizalmas jelentéseket adott át külföldi személyeknek a romániai egyházüldözésről (közvetített a püspökségek és a nunciatúra között), 1951-ben több társával együtt letartóztatták, és közel másfél évi vizsgálati fogságot követően, 1952-ben, az úgynevezett „vatikáni kémperben” a bukaresti katonai törvényszéken bűnrészesség hazaárulás bűntettében vádjával 10 év szigorított börtönre ítélték. Büntetését Bukarestben, Zsilaván, a Duna-csatornánál, Târgușorban, Misleán és Csíkszeredában töltötte. 1961-ben szabadult.
Ezt követően Szamosújváron sikerült lakást és munkát szereznie, ahol szigorú megfigyelés alatt élt. 1963-ban egy zsidó szervezet segítségével sikerült kivándorlási engedélyt kapnia.

## Emigrációban
Először Bécsbe került, majd innen 1964-ben az Egyesült Államokban működő magyar szociális testvérek meghívására Buffalóba települt át. Itt kezdett újra tanulmányokat folytatni, mégpedig először az egészségügyi és társadalomtudományi képzést nyújtó D'Youville College-on, majd a School of Social Work State University of New York at Buffalo-ban, ahol 1968-ban szociális munkára képesítő mesterfokozatú diplomát szerzett.
1968-tól szociális munkát végzett a Katolikus Caritasnál, 1970-től 1986-ig pedig tanított a Rosary Hill College (jelenlegi nevén: Daemen College) szociális munkásokat képző intézetben, ahol 1975-ben megalapította az intézmény Szociális Munkaprogramját, akkreditációt szerzett rá, majd annak első programigazgatója lett. Ennek emlékéül később diáksegélyező alapot neveztek el róla . 1985-ben megválasztották a Szociális Testvérek Társasága központi elöljárójának. Ezt a tisztséget 1991-ig töltötte be.
Amerikai évei alatt tagja volt a Network nevű katolikus lobbicsoportnak, a New York-i Béke Központnak (New York Peace Center) és a Női Szerzeteselöljárók Vezetői Konferenciájának (Leadership Conference of Women Religious /LCWR/).

## Írásai
- Mary Judith Fenyvesi: Nuns in a low income housing project: aggiornamento at St. Brigid's. Dissertation. M.S.S. State University of New York at Buffalo, 1968.[6]
- Mary Judith Fenyvesi; Kenneth Gerald O'Malley: Women religious under European Communism. vol. 4. 2007 [7]
- Judith Fenyvesi: A journey of light in the darkness. Williamsville, NY : Manzella Trade Communications, 2002 ISBN 9780926566040